# Катехон
Кате́хо́н (от греч. ὁ κατέχων — «удерживающий»), «удерживающий» или катехоническая концепция — богословское и религиозно-политическое понятие, основанное на христианской эсхатологии — исторический субъект, как правило, то или иное государство, имеющий миссию препятствовать окончательному торжеству зла в истории, приходу антихриста и отдалить конец света.
Среди православных монархистов популярно отождествление с «удерживающим» православного царя.

## Происхождение термина и понятие
Восходит к словам апостола Павла во втором послании к Фессалоникийцам (2Фес. 2:7): «Ибо тайна беззакония уже в действии, только не совершится до тех пор, пока не будет взят от среды удерживающий теперь» (τὸ γὰρ μυστήριον ἤδη ἐνεργεῖται τῆς ἀνομίας, μόνον ὁ κατέχων ἄρτι ἕως ἐκ μέσου γένηται).
Блаженный Августин говорил об этом отрывке: «Признаюсь откровенно, не имею представления, что он имел в виду». Полное толкование этих слов вызывает трудности. По одной из версий, апостол стремился разубедить фессалоникийцев, которые ошибочно полагали, что возвращение Христа уже произошло, и напоминал им о событиях, которые должны предшествовать этому, однако ещё не случились. «…день тот не придет, доколе не придет прежде отступление и не откроется человек греха (ἀνομίας), сын погибели» (2Фес. 2:3). Но пока эта эсхатологическая фигура «удерживается» от окончательного раскрытия, «ибо тайна беззакония уже в действии». Оборот означает присутствие в мире, в сокровенном, но действенном виде того, что должно стать очевидным свойством явившегося «человека греха (беззакония)». Существуют версии, что говорится об императоре Нероне или пророчествуется о папе Римском. Но появление этого лица обладает эсхатологическим смыслом, поэтому, по другим версиям, речь не об этих фигурах. В богословии обсуждаются вопросы, кто это, что удерживает его и что является препятствием тому, чтобы эсхатологическая «тайна» разразилась над миром в наше время. «Удерживающим», который не даёт ей раскрыться, разные авторы считали Бога, дьявола, Святого Духа, Римскую империю, Израиль, принцип порядка в обществе и самого апостола Павла. Слова апостола Павла сходны с теми, что высказаны в 1Ин. 2:18; 4:3. Пришествие Антихриста близко, и его «дух» уже ощутим по тому, что люди отвергают Христа.
В православной традиции толкование вышеприведённого стиха имело различные варианты. Иерей Даниил Сысоев приводит три основных варианта:
- Первое толкование, принадлежащее Иоанну Златоусту и разделяемое Феофилактом Болгарским: «удерживающий»— Римская империя, препятствующая разгулу зла и анархии силой государственного закона.
- Второе толкование, также известное Иоанну Златоусту, и принимаемое Феодоритом Кирским и патриархом Фотием: «удерживающий»— благодать Святого Духа, которая будет отнята у людей за всеобщее озлобление и оскудение любви.
- Третье толкование, принадлежащее преподобному Ефрему Сирину и Иоанну Дамаскину, связывает эти слова с Божиим определением о проповеди Евангелия по всему миру, необходимо предшествующей концу мира.

## Русская политическая эсхатология
К концу XIX века ряд русских священников стали считать «удерживающим» православное государство и установившийся в нём «правовой порядок». Так в русском православии сформировалась идея, что лишь русский царь способен сдерживать силы, которые влекут наступление Апокалипсиса, царь и есть «удерживающий».

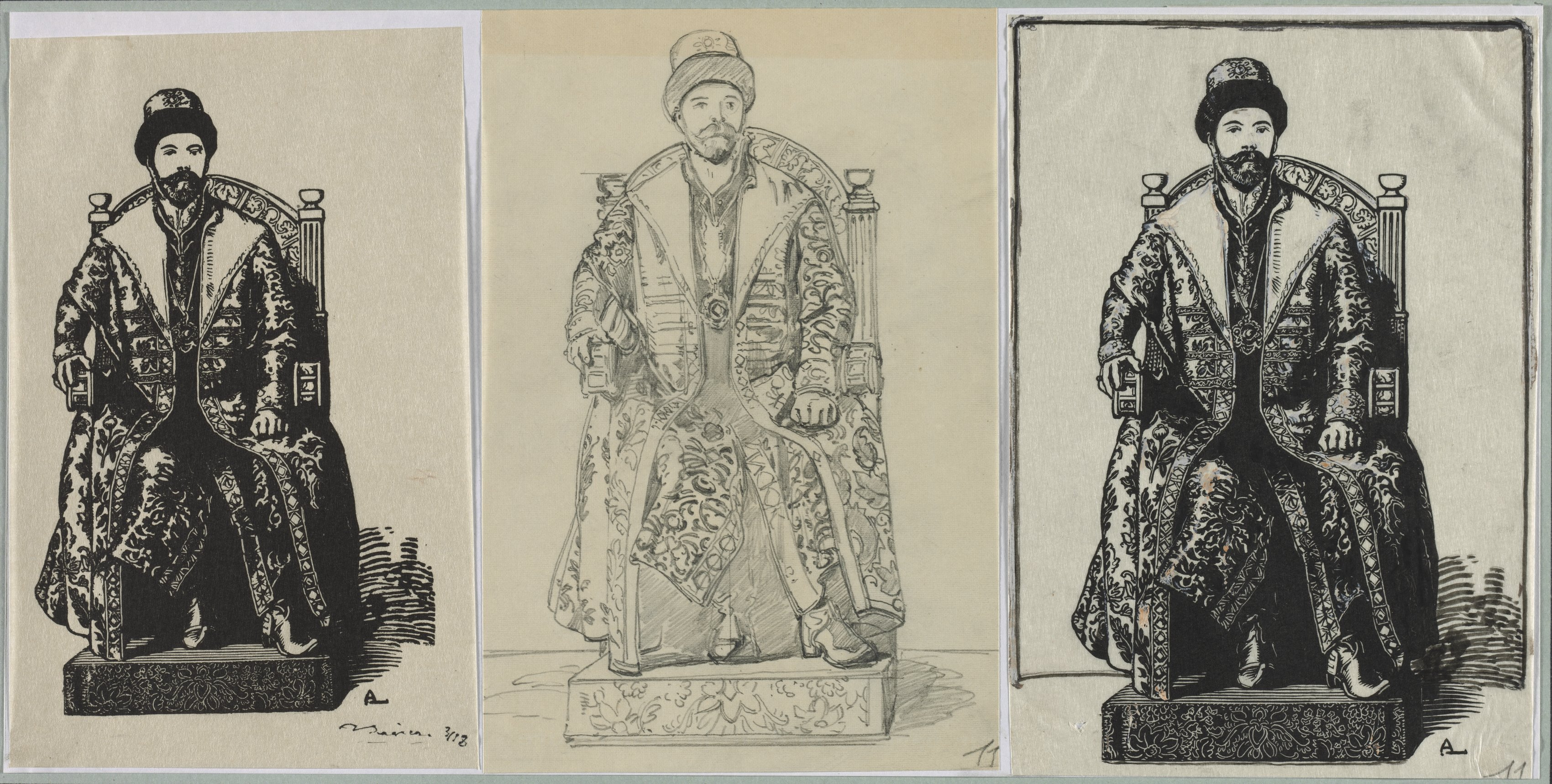
Царь, Луи Огюст Лепер, 1914

Главной фигурой, связавшей апокалиптику с новыми антиеврейскими фобиями стал мистик Сергей Нилус, соединивший образ антихриста-иудея с идеей всемирного «жидомасонского заговора». Нилус использовал построения Владимира Соловьёва, только переставив акценты, что произошло в рамках корневого сходства юдофилии и юдофобии. Сионские мудрецы в изданных Нилусом «Протоколов» являются как грядущим воинством антихриста, так и мировым правительством. Получив известную подделку «Протоколы сионских мудрецов», он заявил (1917), что «тайна беззакония» окончательно раскрыта; по его словам, она связана с подрывной деятельностью «масоно-еврейских кругов». По Нилусу речь шла о «плане завоевания евреями мира, выработанном веками в рассеянии». Европа, по его мнению, была уже захвачена «масонами и евреями», а последний оплот «светлых сил» был в Святой Руси Православной, что вызывало ярость у «врагов Христовых» и их стремление покончить с Россией. В 1917 году после отречения царя Нилус заявил, что «удерживающий взят от православной среды», а, следовательно, воспрепятствовать антихристу больше некому. Он писал о наступлении «торжества вождей талмудистского Израиля над отступившим от Христа миром».
Взгляды Нилуса разделялись рядом видных церковных деятелей, включая протоиерея Иоанна Кронштадтского. Он интересовался темами конца мира и появления «беззаконника». «Удерживающим» он называл самодержца. В последние годы жизни Иоанн, потрясённый революционным террором заявлял о скором наступлении конца мира и приходе антихриста. Иоанн Кронштадтский имел большой авторитетом в народе, к его словам прислушивались верующие.
Всплеск апокалиптики после Октябрьской революции и в годы Гражданской войны охватил не только монархистов, но и более широкие массы. Особый импульс этой тенденции придал расстрел царской семьи, который сторонники эсхатологии восприняли как сознательное уничтожение «удерживающего». Виновными они объявили евреев и масонов, поскольку это отвечало их представлениям о «последних временах». Одни авторы верили в данные идеи, другие манипулировали ими с целью мобилизации контрреволюции.
Концепция «удерживающего» начала активно развиваться в русском православном богословии и историософии в русской эмиграции XX века, в монархических кругах Русской зарубежной церкви, и относилась по преимуществу к рухнувшей в марте 1917 года российской монархии.
В среде православных монархистов казнь царя уподобляют распятию на Голгофе, и выдвигается идея, что после его расстрела роль «удерживающего» взяла на себя сама Богородица. Евреев они считают «сатанинской силой», приближающей приход антихриста. Другие православные деятели идею Богоматери как «удерживающего» рассматривают как ересь, наделяя этой ролью «законность и порядок» или «русское государство». Так считал, например, митрополит Санкт-Петербургский и Ладожский Иоанн (Снычёв), по мнению которого «удерживающим» является Россия в целом. Некоторые вместе с этим называют также Русскую православную церковь. В XIX веке все это считалось бы кощунством, поскольку как помазанник Божий понимался тогда император, а народ и государство не могли выступать в этой роли. Но после отречения и казни императора антихрист так и не пришёл, и вновь встал вопрос об «удерживающем». Тогда ряд священнослужителей стал рассматривать русских как «народ-богоносец». Вместе с идеей, что именно православие есть «истинное христианство», эта концепция породила представление, что «удерживающим» стала сама Россия.
Газета «Земщина» (издавалась монархистами из Союза «Христианское возрождение» в 1990—1993 годах) воспринимала как «удерживающего» не столько царя, сколько авторитарную политическую власть, пытаясь доказать, что советский строй отчасти сохранил функции «удерживающего». Это положение может рассматриваться как основная характеристика вектора развития православной политической эсхатологии в России с конца 1980-х годов.
Возвращение православия в общественный дискурс и включение в него национал-патриотов сопровождались ростом популярности эсхатологии, которая помогала осознать кризисные явления и выработать собственное понимание места России в мире. Применяется традиционалистская концепция инволюции, согласно который происходит неизбежное движение мира от золотого века к упадку и разложению, что в рамках христианской эсхатологии объясняется действием «сатанинских сил», освобождающих путь антихристу. Этим силам способен противостоять только «удерживающий», поэтому главный конфликт в мире происходит между ним и «силами зла». Новозаветный миф отождествляет последних с иудеями, что закрепила длительная богословская традиция, которая служит опорой национал-патриотам. Они стремятся найти знаки приближения антихриста почти в любой деятельности тех, кого они называют иудеями, евреями, сионистами, масонами. В число этих врагов включаются католики и протестанты, которые, согласно православным национал-патриотам, слепо следуют за иудеями в исполнении их планов.
Русская православная традиция, рассматривая русский народ как «богоносный», а Москву — как «третий Рим», исходит из идеи, что истинный христианский дух сохранило только русское православие. Это концепция противопоставляет Россию всему остальному миру, который понимается как отступивший от Бога и предавшийся разложению. В этом контексте в среде русских священников и старцев распространились мессианские пророчества, что судьба России — чудесным образом избежать царства антихриста и спасти от него весь остальной мир. Прежний лозунг «СССР — гарант мира и флагман прогрессивного развития» сменился на формулу «Россия — последний оплот христианства, препятствующий приходу антихриста». Советская борьба с «международным сионизмом» у новых православных сменилась на борьбу с «талмудистами» и «масонами», которые расчищают путь антихристу. Выступления против западного «буржуазного мира», возглавляемого США, трансформировались в декларирование сопротивления апостатам, готовящим для мира несчастья и гибель в «последние времена». С этих позиций Россия изображается последним оплотом «истинного христианства» и «удерживающим». Однако Россия, таким образом, стала пониматься как главная цель «сатанинских сил», что и создавало основу для параноидальных чувств национал-патриотов, ведущих к крайним формам ксенофобии, включая антизападничество. Возврат к традиционной православной историософии ведёт к возвращению увязанного с ней доктринального религиозного антисемитизма. Традиционалистский подход придал религиозную основу сформировавшемуся ранее советскому «антисионизму». Получила популярность также идея православной монархии, следующая из функции «удерживающего», поскольку речь идёт не столько о политической власти, сколько о религиозной миссии спасения мира от сатанинских сил. Фундаменталистский подход к православию делает политический фактор функцией религиозного, наподобие тому, как в исламе религия не отделена от политики.
Конфронтационная идеология советской пропаганды, предлагавшая трактовку внешней политики, имеет близость к современной религиозной политической эсхатологии. Бывшими советскими людьми, воспитанными в атмосфере подозрительности или ненависти к Западу, привычно воспроизводится образ «естественного врага» родины и нации. Эта ситуация является причиной того, что многие российские коммунисты и посткоммунисты становятся фактическими союзниками православных монархистов. И те, и другие понимают СССР как «удерживающего» — силу, мешавшую США и их союзникам везде в мире навести свой порядок.
Митрополит Санкт-Петербургский и Ладожский Иоанн (Снычёв) в газете «Советская Россия» опубликовал статью «Тайна беззакония» (1992), в которой утверждал, что евреи с древнейших времен стремятся к «мировому господству». «Удерживающим» он считал Россию и «православное государство». Иоанн писал о надеждах иудеев на приход Мессии, от которого ими ожидалось восстановление своего царства и получение «мирового господства». Со времён разгрома царств Израиля и Иудеи ассирийцами иудеи берегли свою «национальную исключительность» и позднее затаили злобу на Христа за развенчивание их «богоизбранности». Их орудием являются тайные организации, которые ведут к развалу национальных государств и уничтожению христианства с целью установить власть мирового диктатора — антихриста. Россия и её крепкое православное государство после отпадения Запада от христианства остались последним оплотом в противостоянии «тёмным силам». Иоанн верил в наступление «последних времён» и писал об апостасии в России. Версия «Апокалипсиса» Иоанн Снычёва основывалась на «Протоколах сионских мудрецов»
Выходившая в 1990-е годы газета «Земщина», возрождая идеологию дореволюционного «Союза русского народа», продвигала традиционалистскую трактовку истории, согласно которой сотворённый Богом мир с течением времени разлагался и клонился к упадку, и в итоге наступали «последние времена», эпоха антихриста. Залогом устойчивости мира была объявлена Россия и её «богоносный народ», а «удерживающим» — православный царь. В начале 2000-х годов в газете «Земщина» регулярно публиковалась хроника крестных ходов и молитвенных стояний, на которых вспоминались русские цари как «удерживающие» и подвергалась проклятию «тайна беззакония», отождествляемая с деятельностью евреев и масонов. Такая память культивируется «Союзом православных хоругвеносцев» и Союзом «Христианское Возрождение». Их самодеятельные молитвы о восстановлении самодержавия включают мотив «ритуального убийства».
В июне 1992 года священник Дмитрий Дудко поставил вопросы о конце света и «богоносности» России, против которой, по его мнению, пошел весь мир, подстрекаемый Синедрионом. Обращаясь в теме миссии России в мире, он вначале отсылал к пророчеству Достоевского, а не к отцам церкви. Он утверждал, что антихрист ещё не пришел, поскольку ещё есть «удерживающий». Он считал, что это сама Россия, позднее указывал на русских старцев, в том числе Серафима Саровского.
Идею «удерживающего» передаёт антология «Россия перед Вторым пришествием» (несколько изданий с 1993), составленная православным монархистом Сергеем Фоминым, наиболее популярное православное издание, посвящённое эсхатологическим ожиданиям. Фомин был сторонником идей Сергея Нилуса. Как и последний, он разделял подлинность «Протоколов сионских мудрецов». В книге делались попытки доказать, что падение царской России произошло по вине евреев и безродности русской интеллигенции, и лишь русский царь был способен удержать мир от прихода антихриста. По этой причине «талмудисты» и совершили «ритуальное» убийство царской семьи. Давались ссылки на мнения авторитетов из русских священников, которые считали «удерживающим» Российскую церковь и Российское государство.
Ультранационалистическая газета «Русский вестник» в связи с вопросом казни царской семьи стремилась доказать, что русский народ любил царя, не изменял ему и не ответственен за его гибель. «…сам народ оказался на голгофе насилия иудо-масонской власти», а царя свергла «иудо-масонская закулиса». Газетой ежегодно в июле отмечался юбилей трагической гибели царской семьи, его убийство безоговорочно называлось «ритуальным». Убийство царской семьи уподоблялось распятию Христа, утверждалось, что царь по собственной воле принёс себя в жертву ради русского народа и теперь молит Бога о спасении русской земли. Российская империя идеализировалась, царь назывался «удерживающим» (2001, 2011).
Иерей Даниил Сысоев, выступавший с активной критикой воззрений на православного царя как на «удерживающего», признавал, что среди православных монархистов «утверждение это считается чуть ли не самоочевидной аксиомой».
На конференции «Эсхатологическое учение Церкви», проходившей в Даниловом монастыре 14-17 ноября 2005 года сторонник русского национализма Егор Холмогоров утверждал, что современное богословие пренебрегает «политической эсхатологией», а это ведёт к потере историей всякого смысла. «Удерживающий» отождествлялся им то со «всем тем, что проникнуто Божиим благословением», то с сильным государством. «Тайна беззакония» понималась им как «аномия», отсутствие порядка. Антихриста он видел «еврейским Машиахом», спасти от которого человечество способна лишь «Святая Русь» в лице её элиты.
Экономист Олег Платонов, считающий своей целью «разоблачение» «заговора масонов и иудеев», которые стремятся к мировому господству, утверждает, что «только опираясь на Новый Завет… можно победить иудаизм и масонство». Платонов считает себя продолжателем дела митрополита Иоанна (Снычева), по его словам, рассказавшего ему о «богоборчестве иудеев» и «вредоносности Талмуда». Митрополит поддержал его борьбу с «тайной беззакония» и дал благословение на продолжение исследований «тайных сил иудаизма, масонства и сатанизма». Этот подход сводит историю человечества к борьбе иудаизма и христианства. Запад уже покорился иудаизму, тогда как истинное христианство хранит лишь русское православие, в чём заключена причина несовместимости «русской цивилизации» с «западной» — «иудейско-масонской», которая является «воплощением Сатаны». В наши дни человечество вступило на последнюю ступень земного существования, далее последует предсказанный Писанием приход антихриста. Платонов исходит из идеи инволюции и определяет современность как «мировую духовную катастрофу» человечества, оставившую в прошлом «золотой век». Люди оказались недостойны спасительной жертвы Христа. Мир вступил в эпоху апостасии и события, которые предсказал Иоанн Богослов, вскоре свершатся. Вокруг наблюдаются лишь буйство «сатанинских сил» и «тайна беззакония». Только «удерживающий» в лице России, возглавляемой православным монархом до времени мешал проходу «сил зла».
Монархический публицист Михаил Назаров резервировал роль «удерживающего» за Россией, поскольку в Священном Писании о ней и её исторической миссии ничего не сказано. Он связывал это с православной проповедью Евангелия во всём мире в предапокалипсические времена, заменяя христианскую проповедь православной, а предсказанное быстрое возрождение церкви — на возрождение России. По его мнению, если антихрист до сих пор не пришёл, за это нужно благодарить русский «богоносный народ», в первую очередь его «остаток» — праведников. Там, где в пророчествах обычно понимаются христиане, он говорил о православных, считая, что других истинных христиан в мире не осталось. Назаров изображал Россию богоносной и уподоблял её Христу: в XX веке она взошла на свою Голгофу, была распята и принесла искупительную жертву. По этой причине ей предстоит воскреснуть. Он требовал, чтобы в Конституции РФ подчёркивалось место православной России как «удерживающего».
Ряд священнослужителей выступал против отождествления православного царя с «удерживающим», называя такие взгляды ересью.